# Mario Poletti
Mario Poletti (Clusone, 21 aprile 1969) è un ex fondista di corsa in montagna italiano.

## Biografia
Nel 1987 e nel 1988 ha partecipato a due edizioni consecutive dei Mondiali di corsa in montagna; in entrambe le occasioni ha partecipato alla gara juniores, piazzandosi rispettivamente in sesta ed in settima posizione e vincendo rispettivamente un oro ed un bronzo a squadre.
Negli anni seguenti ha continuato a praticare la corsa in montagna, correndo però anche maratone su strada (in totale 17 tra il 1995 ed il 1999); a partire dal 1999 torna a gareggiare principalmente in montagna.
Nel 2003 ha vinto la Zegama Aizkorri, stabilendo il record del percorso con un tempo di 4h06'46"; ha inoltre vinto 4 edizioni del Trofeo Kima, di cui è, insieme a Kílian Jornet i Burgada, l'atleta ad aver vinto più edizioni.
Nel 2005 ha percorso il Sentiero delle Orobie (84 km e 5000 metri di dislivello positivo) nel tempo record di 8h52'31", tuttora imbattuto.

## Palmarès
| Anno | Manifestazione                | Sede        | Evento         | Risultato | Prestazione | Note |
| ---- | ----------------------------- | ----------- | -------------- | --------- | ----------- | ---- |
| 1987 | Mondiali di corsa in montagna | Lenzerheide | Corsa juniores | 6º        | 33'27"      |      |
| 1987 | Mondiali di corsa in montagna | Lenzerheide | A squadre      | Oro       |             |      |
| 1988 | Mondiali di corsa in montagna | Keswick     | Corsa juniores | 7º        | 35'46"      |      |
| 1988 | Mondiali di corsa in montagna | Keswick     | A squadre      | Bronzo    |             |      |

## Campionati nazionali
1987
- Argento ai campionati italiani juniores di corsa in montagna

1988
- 11º ai campionati italiani di corsa in montagna a staffetta (in squadra con Roberto Bonacorsi e Migidio Bourifa)

1991
- 20º ai campionati italiani di corsa in montagna a staffetta (in squadra con Walter Manzoni e Luciano Plodari)

1995
- 15º ai campionati italiani di maratona - 2h24'21"

1997
- 10º ai campionati italiani di maratona - 2h21'25"

2003
- Oro al campionato italiano skyrunning

## Altre competizioni internazionali
1991
- Bronzo alla Scalata allo Zucco ( San Pellegrino Terme) - 43'26"

1995
- 30º alla Maratona di Venezia ( Venezia) - 2h24'21"
- 25º al Cross delle Pradelle ( Domegge di Cadore) - 35'04"

1996
- 13º alla Maratona di Cesano Boscone ( Cesano Boscone) - 2h21'47"
- 6º alla Maratona di Livorno ( Livorno) - 2h23'44"
- 19º alla Dieci miglia del Garda ( Navazzo), 10 miglia - 52'45"[3]

1997
- Argento alla 50 km di Terno d'Isola ( Terno d'Isola), 50 km - 2h58'10"
- Argento alla Maratona di Bergamo ( Bergamo) - 2h19'13"
- 17º alla Maratona d'Italia ( Carpi) - 2h21'25"

1998
- 45º alla Maratona di New York ( New York) - 2h25'28"
- 4º alla Maratona di Bergamo ( Bergamo) - 2h20'59"
- Bronzo alla Maratona dei Luoghi Verdiani ( Busseto) - 2h21'12"
- 9º alla Maratona di Bratislava ( Bratislava) - 2h25'07"
- Oro alla Maratona del Parco del Delta del Po ( Comacchio) - 2h27'18"

1999
- 9º alla Maratona di Napoli ( Napoli) - 2h25'55"
- 5º alla Straborbera ( Cabella Ligure) - 2h33'10"
- 4º alla Maratona di Genova ( Genova) - 2h34'14"
- Oro al Giir di Mont ( Premana)

2000
- Oro al Trofeo Kima ( Val Masino) - 6h00'13"
- Oro alla Monza-Resegone ( Monza) - 3h00'54" (in squadra con Zenucchi e Cosentino)[4]
- Oro al Giir di Mont ( Premana)

2001
- Oro alla Monza-Resegone ( Monza) - 3h05'37" (in squadra con Zenucchi e Poletti)[5]
- 11º alla Stralivigno ( Livigno), 22 km - 1h22'16"[6]

2002
- 4º alla Skyrace Valmalenco Valposchiavo ( Lanzada), 30 km - 2h57'20"

2003
- Oro al Trofeo Kima ( Val Masino) - 6h14'12"
- Oro alla Zegama-Aizkorri Mountain Marathon ( Zegama), 42,195 km - 4h06'46"
- Oro alla Maratona del Cielo Sky Marathon sentiero 4 luglio ( Corteno Golgi), 42,195 km - 4h08'24"
- Oro al Sentiero delle Grigne	( Pasturo)
- 4º alla Skyrace Valmalenco Valposchiavo ( Lanzada), 30 km - 3h23'05"

2004
- Argento nella Skyrunner World Series - 318 punti
- Oro al Trofeo Kima ( Val Masino) - 6h21'23"
- Oro alla Zegama-Aizkorri Mountain Marathon ( Zegama), 42,195 km
- 5º alla 6000D SkyRace ( La Plagne), 55 km - 4h36'25"
- 8º alla Skyrace Valmalenco Valposchiavo ( Lanzada), 30 km - 2h51'37"

2005
- Bronzo alla Cielo Sky ( Corteno Golgi), 42,195 km - 4h18'14"
- Oro al Trofeo Kima ( Val Masino) - 1h53'46"[7]

2006
- 14º alla Skyrace Valmalenco Valposchiavo ( Lanzada), 30 km - 2h57'40"